# 河南卫视
河南广播电视台卫星频道，又称河南广播电视台综合频道，简称河南卫视，昵称大象台，是河南广播电视台旗下的卫星频道。河南卫视的前身是于1969年9月15日开播的河南电视台第一套节目，自1996年开始，节目讯号透过卫星传播，目前由中星6B和中星九号通信卫星提供信号服务。节目信号覆盖欧洲、东南亚、中亚和澳大利亚等52个国家和地区。部分旗舰节目通过河南电视台国际频道向全球播出。

## 发展
1996年6月1日，河南电视台第一套节目通过亚洲3号卫星传播后，正式启用“河南电视台卫星频道”的呼号，简称为河南卫视。
2004年1月1日，在河南省委、省政府的指示下，河南卫视以“汇聚中原文化，传播现代文明”为理念，将影响面不大、不符合卫星频道定位的栏目撤出卫星频道，清除一大批影响屏幕形象的广告，经过专家四轮评审后，文化益智类栏目《华豫之门》和武术竞技类栏目《武林风》入选频道晚间黄金时段。至2006年，河南卫视晚间黄金时段收视率进入省级卫视前十名，二十七省网收视位居省级卫视前四，进入卫视第一方阵，收视率与2005年相比增幅达98％，并与央视、湘视一起入选中国十大创新电视台。
2008年节目改由中星6B传播，停止在亚洲3号卫星的传送。2009年河南卫视节目信号的传送又增加了中星9号，实现了中星6B与中星9号的双星同步传送。2010年底，河南电视台新台长上任，并于2011年对河南卫视再次改版，把河南卫视定位为“文化卫视”。2012年，河南卫视更换新台标，更新频道包装，此举并未挽回新台长上任以来的收视颓势。其新台标、牛皮癣广告、部分节目制作粗糙、字幕经常出错等低级问题一直被观众批评，要求台长下台的呼声不断。河南卫视收视率与2006年相比，跌至全国20位左右。
2015年5月1日零时起，河南卫视高清频道开始在河南有线网络播出。2016年8月3日，河南卫视标清版改为16:9播出（但台标、早间《新闻60分》、重播《河南新闻联播》、晚间《聚焦中原》、转播央视《新闻联播》等部分节目仍然是4:3拉伸），至此河南卫视步入宽屏时代。2017年11月28日，河南卫视高清频道上星播出。
2021年，河南卫视推出了《河南卫视春节联欢晚会》《端午奇妙游》等多台晚会，以其精良的制作受到好评。这年7月1日，为庆祝中国共产党成立100周年，河南卫视启用特别版台标，为红色大象台标加上中共建党百年庆祝标志。河南水灾发生后，河南卫视改回原版台标。
2021年7月21日，河南省發生嚴重水災，初時推出「直播河南」無間斷節目滾動播報災情。直至8月19日，河南衛視每天提供兩節特別新聞節目命名為「抗擊疫情恢復重建時」於每天12:10和22:00與新聞頻道並機播出，下午更與都市頻道同步直播河南省政府官方記者會公佈最新疫情和水災後恢復重建的情況。

## 节目

### 新聞和資訊節目
- 聞達天下：重播河南新聞頻道晚間新聞節目，每天06:30播出。
- 河南午間報道：午間新聞節目，每天12:10播出。
- 聚焦：逢周一至周六17:58播出。
- 河南新聞聯播：每天18:30首播，翌日07:00重播。
- 河南晚间报道：每天22:00播出。

### 旗舰栏目
- 梨园春：自1994年开播的一个以豫剧为主的戏曲综艺栏目。1999年后戏迷擂台赛的设置，使栏目收视率不断攀升，成为河南卫视的一个名牌栏目。
- 武林风：是一档大型武术比赛节目，以搏击比赛为主。
- 华豫之门：自2004年1月4日开办的一档鉴宝和收藏类节目。
- 汉字英雄：是一档大型汉字文化类节目，与爱奇艺合办。
- 成语英雄：自2013年11月21日开办的是一档大型汉语成语竞猜类节目。
- 少林英雄：与嵩山少林寺联合推出的一档儿童户外真人秀栏目。
- 中国节日系列节目：自2021年起开播，以中国传统节日为主题，每年春节、元宵、清明、端午、七夕、中秋、重阳播出。

### 停播栏目
- 民星在行动：2008年12月，在河南卫视100份创新栏目方案中选出，通过民星们的才艺展示，共同完成爱心大行动，使栏目在文化娱悦中传递快乐、奉献爱心。节目以时尚、现代、大气的风格积累了大批的观众资源。“模仿季”推出后，收视率最高曾冲进全国前七位。[8]于2011年停播。
- 知根知底：是河南卫视2012年重点打造的一档姓氏文化节目，节目以解读姓氏文化、弘扬寻根文化、传承家族文化为特点。节目主要嘉宾是由与每期节目姓氏相关的公众人物组成。于2012年年底停播。[9]

### 大型直播
- 黄帝故里拜祖大典（每年农历三月初三）
- 中国郑开国际马拉松赛（每年三月中下旬）
- 中国洛阳牡丹文化节（每年四月上旬）
- 中国开封菊花文化节（每年十月中下旬）
- 擂响中国·梨园春年度总决赛（每年年终）
- WLF·武林风全球功夫盛典（每年年终）

## 晚间节目
| 时间   | 17:55               | 18:30                  | 19:00                  | 19:30    | 20:55    | 21:15      | 22:15      | 22:30      | 23:00          |
| ------ | ------------------- | ---------------------- | ---------------------- | -------- | -------- | ---------- | ---------- | ---------- | -------------- |
| 星期一 | 聚焦中原            | 河南新闻联播、天气预报 | 转播中央电视台新闻联播 | 星光剧场 | 星光剧场 | 危机大调查 | 剧说你要来 | 剧说你要来 | 月光剧场       |
| 星期二 | 聚焦中原            | 河南新闻联播、天气预报 | 转播中央电视台新闻联播 | 星光剧场 | 星光剧场 | 壹起去旅行 | 剧说你要来 | 剧说你要来 | 月光剧场       |
| 星期三 | 聚焦中原            | 河南新闻联播、天气预报 | 转播中央电视台新闻联播 | 星光剧场 | 星光剧场 | 老家的味道 | 剧说你要来 | 剧说你要来 | 月光剧场       |
| 星期四 | 聚焦中原            | 河南新闻联播、天气预报 | 转播中央电视台新闻联播 | 星光剧场 | 星光剧场 | 华豫之门   | 剧说你要来 | 剧说你要来 | 月光剧场       |
| 星期五 | 聚焦中原            | 河南新闻联播、天气预报 | 转播中央电视台新闻联播 | 星光剧场 | 星光剧场 | 武林笼中对 | 武林笼中对 | 武林笼中对 | 重播武林笼中对 |
| 星期六 | 聚焦中原            | 河南新闻联播、天气预报 | 转播中央电视台新闻联播 | 星光剧场 | 星光剧场 | 武林风     | 武林风     | 武林风     | 重播武林风     |
| 星期日 | （17：40-）对话中原 | 河南新闻联播、天气预报 | 转播中央电视台新闻联播 | 梨园春   | 星光剧场 | 星光剧场   | 星光剧场   | 月光剧场   | 月光剧场       |

| 新闻节目 | 綜藝節目 | 电视劇 |